# Чангу
Чангу, чанго, чаньго (кор. 장구?, 杖鼓?, также кор. 장고) — корейский ударный музыкальный инструмент, род двустороннего барабана. Состоит из деревянного полированного (иногда также лакированного) корпуса и 2 стянутых шнурами кожаных мембран. По форме напоминает песочные часы или две рюмки, поставленные вертикально одна над другой и соединённые основаниями коротких ножек.